# Сафатова долина
Сафатова долина або Долина смерті — місце поховання людей які стали жертвами від «бандитів-бандерівців» в 1944-45 рр. в Демидівському районі Рівненська область.

## Історія
У 1944-45 рр. XX ст. радянська пропаганда наголошувала — людей катували й нищили радянські спецслужби видаючи себе за «бандерівців».
Радянська влада придумувала різні способи, щоб упокорити Українців, Однією з таких технологій стала ідея створення спеціальних груп під виглядом бойовиків УПА, які мали провокувати місцеве населення. З часом створення негативного іміджу УПА — стало основним. Цей процес набув лавиноподібного характеру в середині та другій половині 1944 року.
Історик Андрій Живюк розповідає, що навіть та невелика частина документів, котрі вдалося роздобути, засвідчують масове несприйняття радянської влади як у передвоєнні, так і в перші післявоєнні роки на Західній Україні.
Письменник і краєзнавець Микола Руцький розповідає Про одного із НКВДистів — Сафата Панасюка. Чоловік розповідав, що Сафат був в УПА простим бійцем. Після Гурбівського бою з енкаведистами він став зрадником і очолив боївку ворогів. Сафат господарював на хуторі біля села Пащиха, в якому за польських часів жили заможні люди. Це було одне з націоналістичних сіл, понад 80 дворів.
За розсекреченою інформацією, станом на 1945 рік на території Західної України радянський режим створив 157 спецгруп під маскою УПА. З них лише на Рівненщині діяли майже півсотні спецзагонів.

## Пам'ять
Людей які видавали себе за «бандерівців» та вбивали місцевих жителів стали називати перевертнями. А 30 липня 2017 року благословення архієпископа Рівненського і Острозького Іларіона, благочиний Демидівського району протоієрей Василій Іваник у співслужінні священиків Демидівського та Млинівського районів освятили пам'ятний знак усім загиблим.